# Wola (psychologia)
Wola – cecha jednostek przeważnie samoświadomych, umożliwiająca i wspomagająca reagowanie, ogólne działanie i podejmowanie świadomych decyzji. 
Byty niesamoświadome mogą posiadać wolę, jednak, z natury rzeczy nie są świadome jej posiadania (np. zwierzęta). Inne byty niesamoświadome (np. rośliny) nie posiadają woli, mogą jedynie reagować na zmiany.